# Klirrfaktor
Der Klirrfaktor, auch Oberschwingungs- oder Verzerrungsgehalt, ist ein Maß für Verzerrungen eines ursprünglich sinusförmigen Wechselsignals, welche durch nichtlineares Verhalten einer Baugruppe (Verstärker, Analog-Digital-Umsetzer, Digital-Analog-Umsetzer) oder eines Gerätes (Lautsprecher, Mikrofon, Tonbandgerät) verursacht werden. Der Klirrfaktor wird als Größe der Dimension Zahl angegeben; alternativ wird das logarithmische Klirrdämpfungsmaß verwendet.

## Definition

### Klirrfaktor
Der Klirrfaktor {\displaystyle k} gibt an, in welchem Maße die Oberschwingungen (Harmonischen), die eine sinusförmige Grundschwingung überlagern, Anteil am Gesamtsignal haben.
Kennzeichnet man
- den Effektivwert einer elektrischen Spannung mit {\displaystyle U}
- den Effektivwert ihrer Grundschwingung mit {\displaystyle U_{1}}
- den Effektivwert der Oberschwingung mit der {\displaystyle n}-fachen Frequenz mit {\displaystyle U_{n}},

so ist der Klirrfaktor definiert durch:
{\displaystyle k={\sqrt {\frac {U_{2}^{2}+U_{3}^{2}+U_{4}^{2}+\dots }{U_{1}^{2}+U_{2}^{2}+U_{3}^{2}+U_{4}^{2}+\dots }}}={\frac {\sqrt {U^{2}-U_{1}^{2}}}{U}}}
Häufig werden die Anteile {\displaystyle k_{n}} der einzelnen Oberschwingungen am Klirrfaktor getrennt bestimmt:
{\displaystyle k_{n}={\sqrt {\frac {U_{n}^{2}}{U_{1}^{2}+U_{2}^{2}+U_{3}^{2}+U_{4}^{2}+\dots }}}\quad {\text{mit }}n\geq 2}
{\displaystyle \Rightarrow k\ =\ {\sqrt {k_{2}^{2}+k_{3}^{2}+k_{4}^{2}+\dots }}}
Die Gleichung für {\displaystyle k_{n}} mit {\displaystyle n} = 1 ergibt den Grundschwingungsgehalt.
Entsprechend ist der Klirrfaktor auch für die elektrische Stromstärke anzuwenden.
Der Klirrfaktor kann Werte von null bis eins annehmen und wird daher meistens in Prozent angegeben.

### Klirrdämpfungsmaß
Häufig wird statt des Klirrfaktors ein logarithmisches Klirrdämpfungsmaß in Dezibel (dB) angegeben:
{\displaystyle L_{k}=20\cdot \lg {\frac {1}{k}}\ \mathrm {dB} }
Ein Klirrdämpfungsmaß von
- 20 dB entspricht also einem Klirrfaktor von 10−1 = 0,1 = 10 %
- 40 dB entspricht 10−2 = 0,01 = 1 %
- 60 dB bedeutet 10−3 = 0,001 = 0,1 %.

Das Klirrdämpfungsmaß hat einen positiven Wert; das Klirrverstärkungsmaß ist mit gleichem Zahlenwert negativ (weniger gebräuchlich).

### Weitere Größen
Neben dem Klirrfaktor werden zur Kennzeichnung der Abweichung vom Sinusverlauf u. a. die Begriffe Grundschwingungsgehalt, Scheitelfaktor oder im englischen Sprachraum Total Harmonic Distortion (THD) in verschiedenen Definitionen verwendet.
Klirrfaktor und THD sind nicht identisch, gehen aber für kleine Werte ineinander über: Während der Klirrfaktor das Verhältnis des Oberschwingungsanteils eines Signals zum Gesamtsignal {\displaystyle U} darstellt, wird mit THD das Verhältnis des Oberschwingungsanteils zum Grundschwingungsanteil {\displaystyle U_{1}} angegeben. In englischsprachiger Fachliteratur wird der Klirrfaktor zur Unterscheidung als THDR, für englisch THD root mean square, bezeichnet.

## Das Klirren

### Herkunft des Wortes
Durch nichtlineare Verzerrungen neben dem Klirrfaktor verursachte Intermodulation wird als 'raues' Nebengeräusch wahrgenommen, das an ein Klirren erinnert.

### Ursachen
Das Klirren entsteht in jeder Baugruppe, da die verwendeten Bauteile, insbesondere Halbleiter und Elektronenröhren, nichtideale Eigenschaften (Nichtlinearitäten) aufweisen. Insbesondere bei Leistungsverstärkern muss ein Kompromiss zwischen Klirrfaktor und Verlustleistung bzw. Schaltungsaufwand gefunden werden. Oft spielen thermische Prozesse durch Eigenerwärmung sowie Alterung eine Rolle, die durch Arbeitspunktverschiebung zu Verzerrungen führen.

Beispiel für nichtlineare Übertragung anhand der Kennlinie eines Feldeffekttransistors:
Rechts (so etwa bei 0 … −1 V) fast linear: Ein sinusförmiger Verlauf einer Änderung erzeugt eine Änderung ohne sichtbare Abweichung vom Sinusverlauf.
Links (so etwa bei −1 … −3 V) nicht linear: Ein sinusförmiger Verlauf einer Änderung erzeugt eine Änderung mit erkennbar nicht sinusförmigem Verlauf.

Bauelemente mit stark nichtlinearen Eigenschaften:
- Transistoren (z. B. nichtlineare Kennlinie, temperaturabhängige Parameter)
- Transformatoren, Spulen mit Eisenkern (z. B. Hysterese bei ferromagnetischem Kern-Material)
- Varistoren
- Dioden

Bauelemente mit schwachen nichtlinearen Eigenschaften:
- Kondensatoren, insbesondere Elektrolytkondensatoren (z. B. feldstärkeabhängige Permittivitätszahl)
- eisenlose Induktivitäten
- Draht- und Schicht-Widerstände (z. B. Frequenz- und Temperaturabhängigkeit des Widerstandes (siehe ohmscher Widerstand, dem eine idealisierte Materialeigenschaft zugeordnet wird))

Durch Gegenkopplung kann der Einfluss der nichtlinearen Bauteile auf die Nichtlinearität der Baugruppe verringert werden.

## Praxis
Das menschliche Gehör ist, in Abhängigkeit von der Frequenz, empfindlich für Verzerrungen (Klirr). Verzerrungen im Bassbereich (bis 150 Hz) mit 5 % Klirrfaktor sind meistens nicht wahrnehmbar; dagegen können Verzerrungen im Präsenz- bzw. Brillanzbereich (1 bis 4 kHz), in dem das Gehör am empfindlichsten ist, unter bestimmten Bedingungen auch noch unter 0,5 % hörbar sein. Die Hörbarkeit von Klirr in der elektroakustischen Übertragung (Hifi) hängt jedoch auch stark von der Beschaffenheit des Nutzsignales (Musik, Sprache) und seinem Spektrum ab. Mehrere sinusähnliche Klänge gelten als am empfindlichsten für Klirr. Etwa beim Zusammenspiel mehrerer Flöten kann Klirr schon ab 0,5 % gehört werden, da hier sehr obertonarme Klänge vorliegen. Bei Sprache oder anderen spektral „dichten“ Klängen und Geräuschen, wie beispielsweise Schlagzeug, ist Klirr erst bei deutlich größeren Klirrfaktoren hörbar.
Elektroakustische Geräte erzeugen unterschiedlich starken Klirr:
- Hifi-Verstärker sind heute meistens so konstruiert, dass der von ihnen erzeugte Klirrfaktor in weiten Bereichen völlig unterhalb der Wahrnehmungsschwelle liegt (Klirrfaktoren unter 0,1 %), es sei denn, man nähert den Verstärker seiner Leistungsgrenze.
- Klirr entsteht zumeist bei der Schallwandlung im Lautsprecher. Diese erzeugen frequenzabhängig, gerade bei höheren Schalldruckpegeln (>95 dB), oft hörbaren Klirr.
- Auch Tonabnehmer für Langspielplatten sowie die Rille selbst klirren mit Werten oberhalb der Wahrnehmungsschwelle.

## Weiteres
Der Klirrfaktor bleibt gering, wenn ein Verstärker keine Nebengeräusche bzw. -signale produziert. Der Klirrfaktor beschreibt nur „Nebengeräusche“, deren Frequenzen ganzzahlige Vielfache der Grundfrequenz haben. Bei Audio-Verstärkern wird mit sehr kleinen Klirrfaktoren Werbung gemacht. Dabei kommen harmonische Oberschwingungen in der Natur sehr häufig vor und werden vom menschlichen Ohr nur sehr schwer wahrgenommen oder auch als angenehm empfunden. Mit ungeschultem Gehör kann man einen Klirrfaktor von unter 5 %, mit einem empfindlicheren von unter 1 % oft nicht mehr wahrnehmen.
Das nichtlineare Verhalten eines elektroakustischen Gerätes erzeugt neben dem Klirr auch  nicht-harmonische Störungen des Audiosignals durch Intermodulation. Mögen zusätzliche Obertöne bei einigen Instrumenten kaum auffallen oder sogar positiv empfunden werden, so können Intermodulationsverzerrungen stark auffallen. Je nach Situation (Arbeitsweise der Geräte, vorhandene Messmöglichkeiten) kann das nichtlineare Verhalten eben auch auf andere Weise als durch eine Klirrfaktormessung ermittelt werden. Je nach Situation ist auch nur eine der Analysearten als Qualitätskriterium möglich. So ist eine Klirr-Messung bei digital arbeitenden Geräten wie CD oder DVD im Hochtonbereich gar nicht möglich. Besondere Störungen werden durch Messung der Transientenintermodulation (TIM) oder auch der Frequenzintermodulation (FIM) ermittelt.
Bei nicht linearen Verzerrungen wird unterschieden zwischen
- den quadratischen Anteilen durch eine unsymmetrische Kennlinie mit den geradzahligen Anteilen {\displaystyle k_{2}}, {\displaystyle k_{4}}, … und
- den kubischen Anteilen durch eine symmetrische Kennlinie mit den ungeradzahligen Anteilen {\displaystyle k_{3}}, {\displaystyle k_{5}}, …

(Weiterführendes siehe Weblink).